# Henrique Magalhães (bande dessinée)
Henrique Paiva de Magalhães (João Pessoa, 17 août 1957) est professeur à l'Université fédérale de Paraíba, docteur en sociologie de l'université Paris VII, dessinateur, éditeur et chercheur en bande dessinée,.

## Biographie
En 1975, il crée le personnage de bande dessinée politique et contestataire Maria. Il commence à développer plusieurs fanzines. En 1983, il est diplômé en Communication Sociale à l'Université fédérale de Paraíba. Entre 1985 et 1988, il publie le fanzine Marca de Fantasia.
En 1993, son mémoire de maîtrise est publié dans le livre O que é fanzine, qui fait partie de la collection Primeiras Passos . Le livre remporte le HQ Mix Trophy l'année suivante dans la catégorie " meilleur livre théorique ". En 1995, il fonde l'éditeur Marca de Fantasia avec l'intention de publier des romans graphiques et des livres théoriques sur la bande dessinée ,,,,,.
En 1996, il soutient sa thèse de doctorat Bande Dessinée: Travaux de rénovation culturelle et presse alternatif à l'Université Paris VII . Il édite les fanzines "Sarava", sur la culture en général, "Ave de Prata", dédié à la chanteuse Elba Ramalho et "L'Echo de fanzines" .
En 2010, il remporte le Prix Angelo-Agostini dans la catégorie « Maître de la bande dessinée nationale ».